# Pseuderanthemum albiflorum
Pseuderanthemum albiflorum es una especie de planta floral del género Pseuderanthemum, familia Acanthaceae.
Se encuentra en el nordeste de Brasil.